# Bekasina horská
Bekasina horská (Gallinago solitaria) je malý slukovitý pták, který se vyskytuje v Asii od Kazachstánu po Japonsko. Jižní hranice areálu výskytu druhu tvoří jihovýchodní Čína a Myanmar.

## Systematika a rozšíření
Druh popsal anglický zoolog Brian Houghton Hodgson v roce 1831. Bekasina sibiřská se řadí do početného rodu bekasin Gallinago. Druhové jméno solitaria pochází z latinského solitarius, čili „samotářský“. K roku 2022 se rozlišovaly 2 poddruhy s následujícím rozšířením:
- G. s. solitaria Hodgson, 1831 – hnízdí v kapsovitých populacích od středojižního Ruska (jezero Bajkal) a severovýchodního Kazachstánu po severozápadní Sin-ťiang a severní Mongolsko; dále hnízdí v Himálaji, od západního Kašmíru po Sikkim a jižní Tibet.
- G. s. japonica (Bonaparte, 1856) – hnízdí od severovýchodní Číny po Kamčatku.

Celková populace se v roce 2006 odhadovala ve velmi širokém rozptylu 11 000–110 000 ptáků. Mezinárodní svaz ochrany přírody hodnotí druh jako málo dotčený.

Vybraná dobová vyobrazení
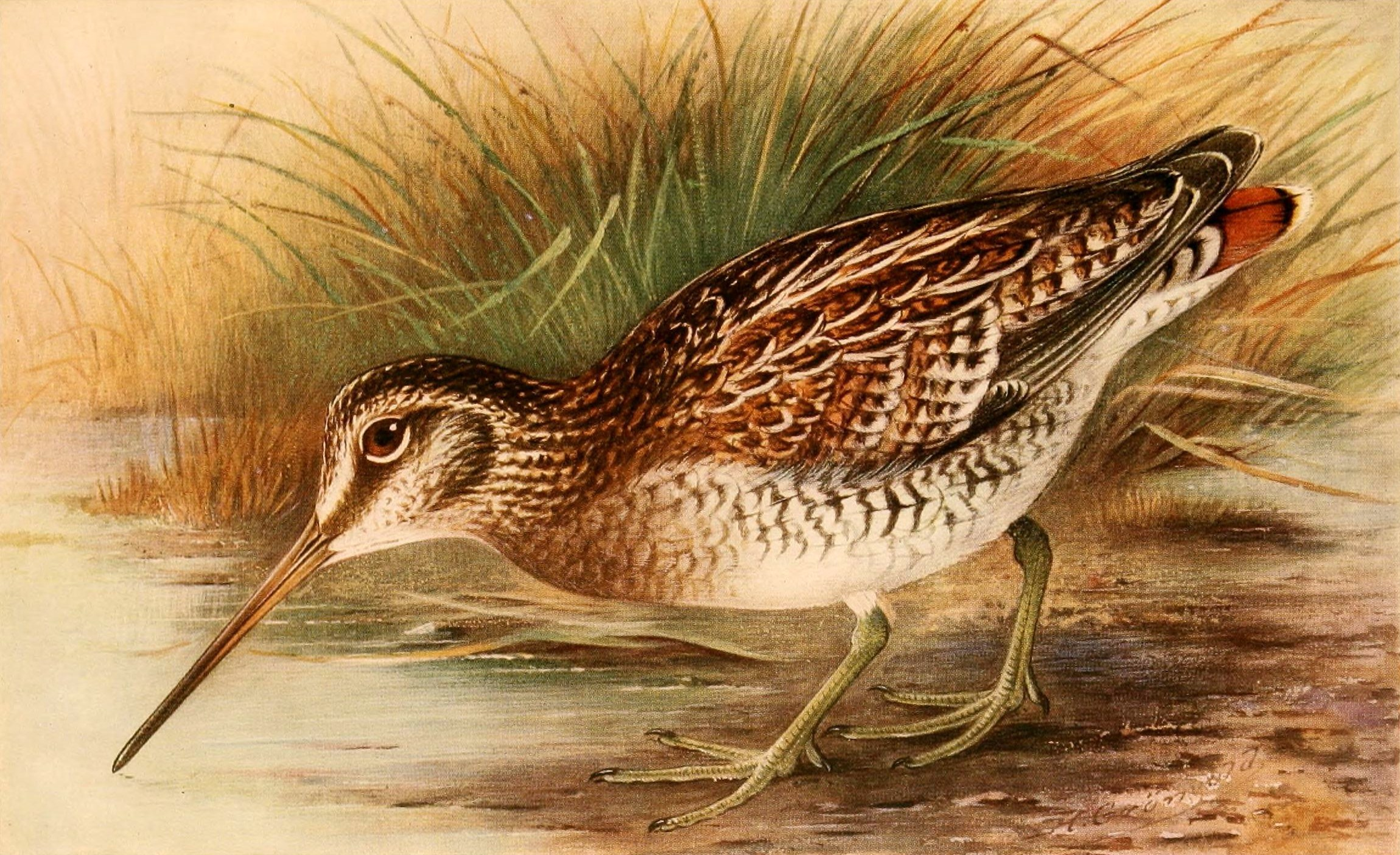
Henrik Grönvold, 1921
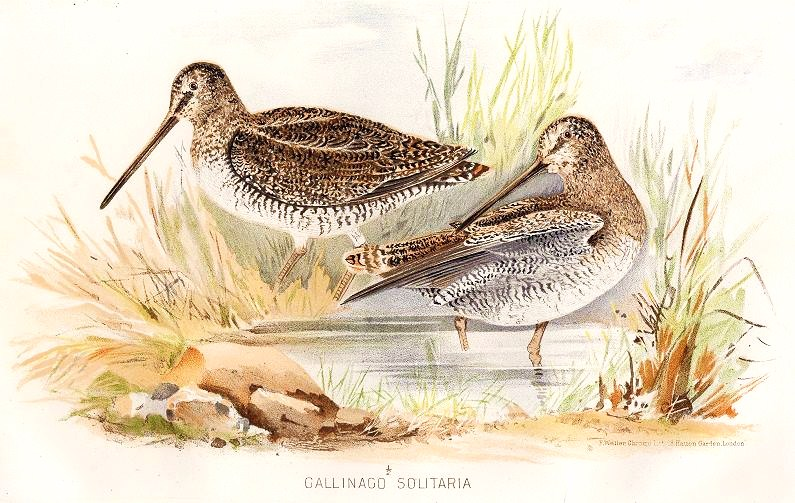
S. Herbert či A. W. Strutt, asi 1890
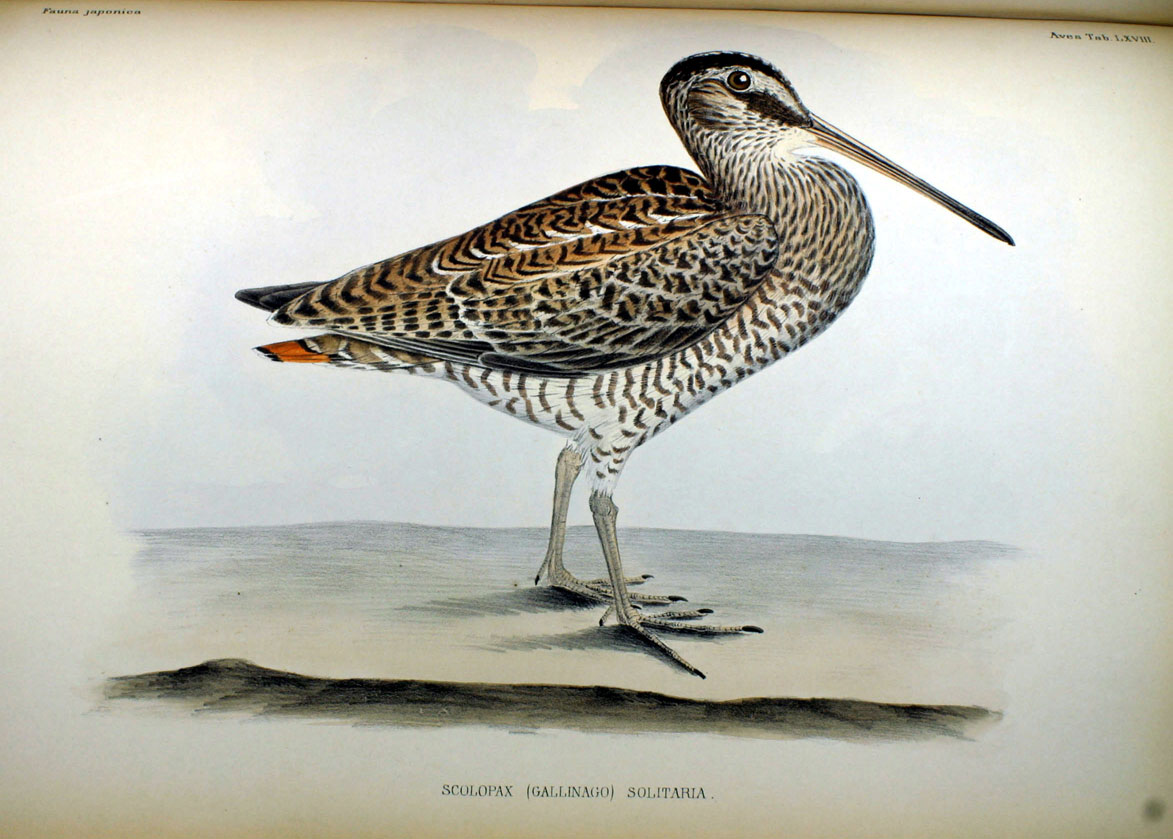
Philipp Franz von Siebold, 1842

## Popis

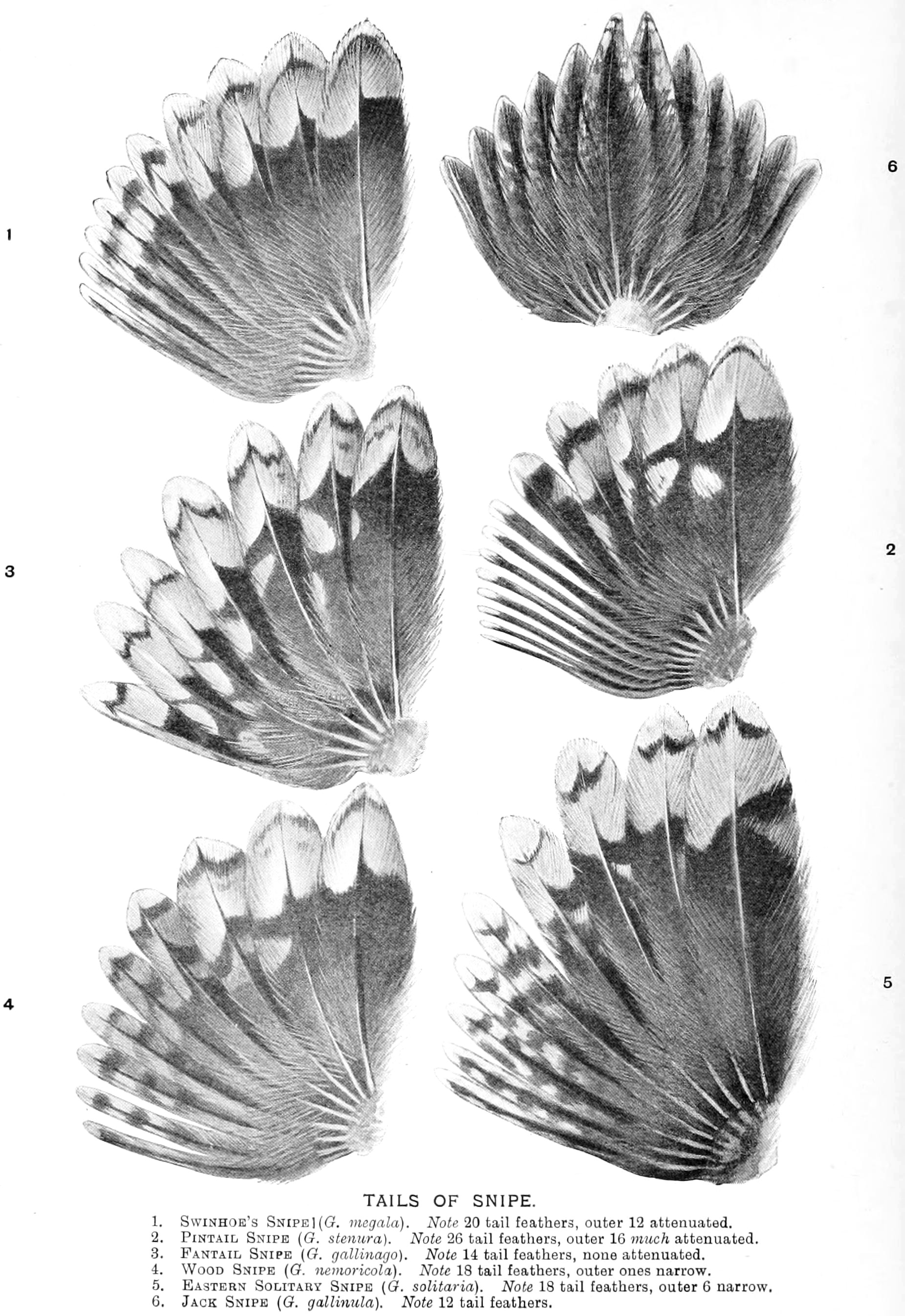
Kresba ocasních krovek různých druhů bekasin; bekasina horská pod číslem 5

Bekasina horská měří 29–31 cm. Křídlo je dlouhé 157–174 mm, zobák 65–78 mm, běhák 31–36 mm, ocas 55–63 mm. Jedná se o typickou bekasinu se silně kryptickým, převážně šedohnědým opeřením. Hlava je šedobílá s kontrastními rezavě hnědými podélnými pruhy, které se táhnou přes korunku, dále přes uzdičky a oči směrem k týlu, jeden pruh je umístěn při spodní straně tváří. Svrchní strana těla je převážně nahnědlá s množstvím bílých a červenohnědých flíčků a přerušovaných pruhů. Letky jsou tmavě hnědé, loketní letky a 7 vnitřních ručních letek má bílé konečky, stejně jako většina krovek. Ocas je poměrně dlouhý a skládá se z 8–14, nejčastěji 10 párů ocasních krovek, přičemž ty vnější jsou pouze 2–3 mm tenké. Hruď je zvláště po stranách silně rezavě hnědá s bílým kropením. Boky jsou bílé s hustým hnědým pruhováním. Břicho je bílé. Spodní strana křídel je bílo hnědá. Pohlavní dimorfimus je jen nevýrazný, samice bývá o něco větší než samec. Dlouhý zobák je rovný s šedou bází a černou špičkou. Oči jsou černé, nohy zelenavě žluté.

## Biologie
Hnízdní habitat druhu tvoří vlhká údolí, říčky a alpínské rašeliniště. V zimě (cca polovina října až konec dubna) občas zůstává ve vyšších polohách v zasněžených oblastech, pokud vodní zdroje jako horské bystřiny a malé močály nezamrznou.  V letních Himálajích se bekasiny horské vyskytují v nadmořských výškách 2800–4600 m n. m. Živí se larvami hmyzu, slimáky a mouchami. Po skončení doby hnízdění se bekasiny horské postupně přesouvají do svých zimovišť několik desítek až stovek kilometrů daleko. Táhnou samostatně, avšak na tahových zastávkách se mohou shlukovat do hejn o stovkách jedinců. Zvukově se projevují agresivně znějícím penč, kenč nebo jecht. Na hnízdištích vydávají specifické čok-ačok-a. Podobně jako některé další bekasiny, i bekasiny horské v době hnízdění předvádí své nápadné lety, které zahrnují i vířivé vrčící zvuky vydávané rozvibrováním ocasních krovek.